# Sandoměřsko

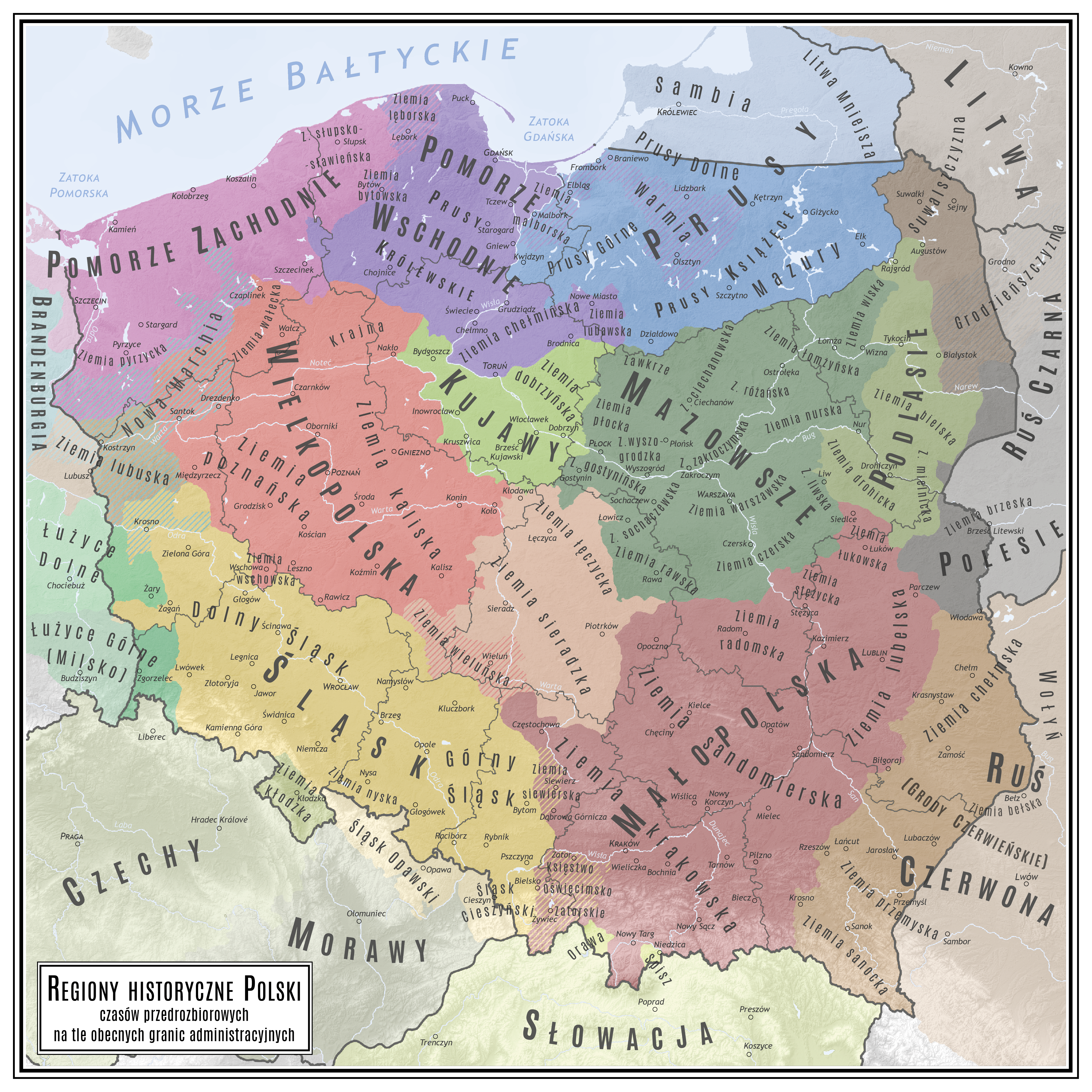
Sandoměřsko, Malopolsko a další historické země Polska na pozadí moderních správních hranic

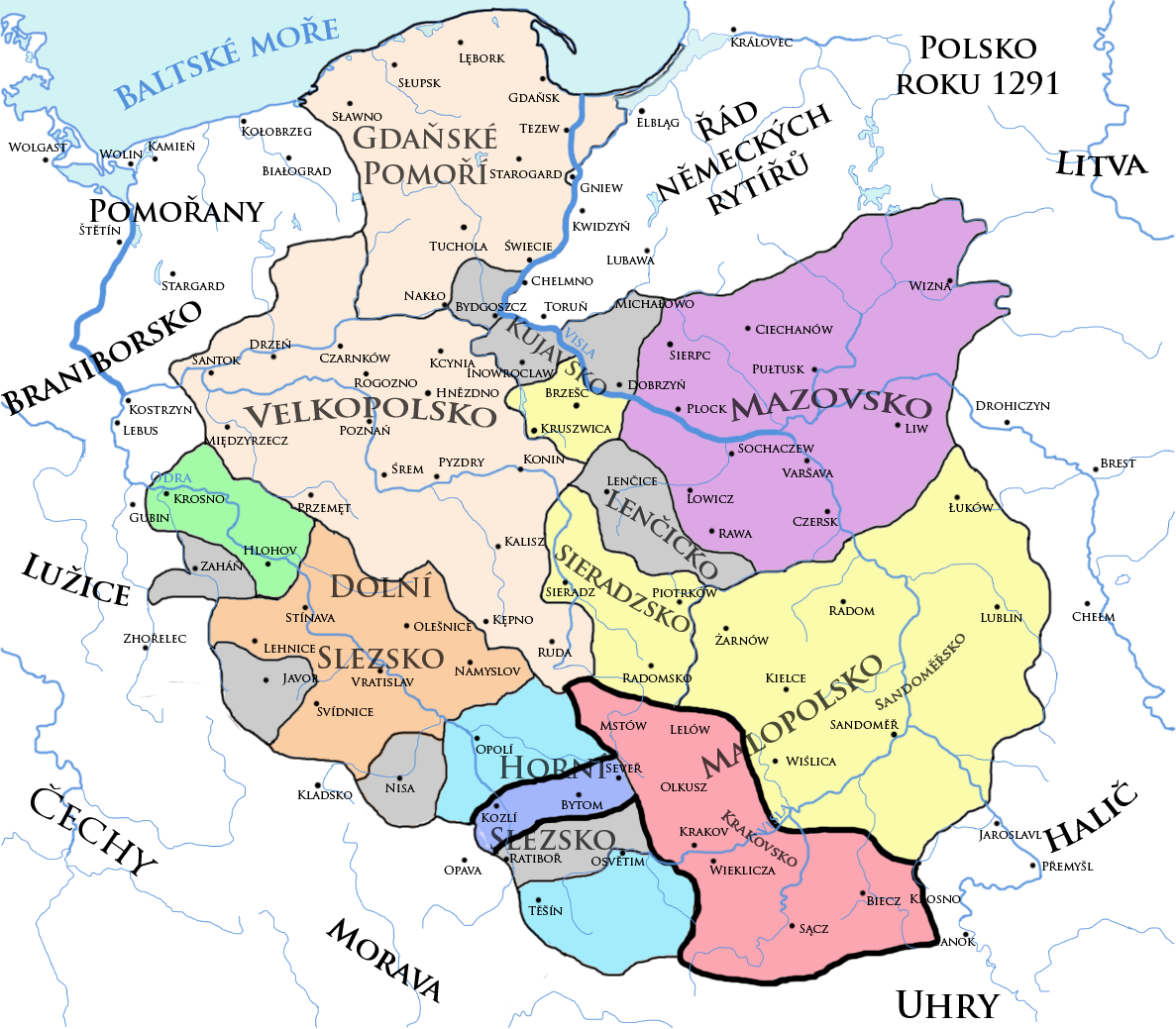
Sandoměřsko jakožto součást Malopolska roku 1291, v té době pod vládou budoucího polského krále Vladislava Lokýtka

Sandoměřsko je historické území v dnešním Polsku. Je nazvané podle města Sandoměř ležícího na toku Visly. Jednalo se o knížectví pod vládou Piastovců, později se přetvořilo na vojvodství. Spolu s Krakovskem představovalo součást větší historické oblasti zvané Malopolsko. Během tří dělení Polska připadlo území Sandoměřska habsburské monarchii. Za napoleonských válek se stalo součástí Varšavského velkovévodství, po jejich skončení se rozdělilo na základě jednání Vídeňského kongresu mezi Ruské impérium a Rakouské císařství. Od roku 1918 se stalo Sandoměřsko natrvalo součástí Polska.